# Noël Ott
Noël Ott, né le 15 janvier 1994 à Sattel, est un joueur de beach soccer international suisse.

## Biographie
Noël Ott naît le 15 janvier 1994 à Sattel et grandit à Wettingen. Il découvre le beach soccer grâce à une amie de sa mère et participe à l'âge de neuf ans à un camp de beach soccer organisé en Suisse, où il rencontre les internationaux helvètes Stephan Meier et Moritz Jaeggy qui font partie des éducateurs de l’évènement. Rêvant de devenir footballeur professionnel, Noël Ott intègre le centre de formation de football du Grasshopper Club Zurich à l’âge de 12 ans et y reste cinq ans. Alors membre de l’équipe des moins de 18 ans du club zurichois, il n’est pas retenu dans l’équipe espoirs et décide de se consacrer uniquement au beach soccer. Il rejoint alors le FC Baden en 1re ligue, mais participe en parallèle, sur les conseils de Franziska Steinemann, une amie de sa mère, au championnat de Suisse de beach soccer (Suzuki Swiss National League) avec les Havana Shots d'Argovie.
En 2011, il est élu recrue de l'année, avant d’être nommé meilleur joueur et buteur l'année suivante. Suivi par le sélectionneur Angelo Schirinzi, il intègre l'équipe de Suisse de beach soccer en novembre 2012 à l'occasion de la Coupe intercontinentale.
Ott rejoint le GC Beach Soccer pour la saison 2014. Avec l'équipe de Suisse, Ott est élu meilleur joueur du Championnat d'Europe 2014.

## Palmarès
- Championnat de Suisse de football de plage
  - Meilleur joueur en 2012
  - Meilleur buteur en 2013
  - Meilleure recrue en 2011

- Jeux européens
  - Vainqueur en 2023

## Distinctions individuelles
- Meilleur joueur de la Coupe du monde de beach soccer 2021